# خیابان ایران‌زمین
ایران‌زمین نام یکی از خیابان‌های مشهور شهر تهران است. این خیابان در فاز ۱ محله شهرک غرب قرار دارد و طولانی‌ترین خیابان این محله است.
خیابان ایران‌زمین با شکلی مانند یک نیم دایره، شمال و جنوب خیابان خوردین را به یکدیگر متصل کرده و کل خیابان‌های فرعی فاز ۱ شهرک غرب را پوشش می‌دهد. همچنین دو خیابان اصلی مهستان و گلستان در میان این شکل هندسی قرار گرفته‌اند. وسعت و اهمیت آن منجر شده از این ناحیه به عنوان یک محله مستقل نیز یاد شود. مختصات جغرافیایی خیابان ایران زمین در قسمت ورودی جنوب آن (از سوی خیابان خوردین)، برابر "۱۳'۲۲°۵۱ طول شرقی و "۱۷'۴۵°۳۵ عرض شمالی است و در میانه راه به "۳'۲۳°۵۱ طول شرقی و "۳۲'۴۵°۳۵ عرض شمالی می‌رسد. شمالی‌ترین قسمت خیابان نیز در "۴۴'۲۲°۵۱ طول شرقی و "۰'۴۶°۳۵ عرض شمالی قرار دارد.

## ورودی‌ها، تقاطع‌ها و جاها
| از جنوب به شمال                        | وضعیت     |
| -------------------------------------- | --------- |
| بلوار خوردین خیابان هرمزان             |           |
| دانشکده تربیت بدنی دانشگاه آزاد اسلامی | ضلع جنوبی |
| سینما کانون قدس                        | ضلع جنوبی |
| خیابان مهستان                          |           |
| مجتمع تجاری گلستان                     | ضلع شمالی |
| خیابان گلستان                          |           |
| خیابان مهستان                          |           |
| بیمارستان بهمن                         | ضلع جنوبی |
| فرهنگسرای قانون                        | ضلع شمالی |
| بلوار شهید دادمان بلوار خوردین         |           |